# Barão do Cemitério
Barão do Cemitério (em francês: Baron Cimitière), no vodu haitiano, é um dos Guedês, junto com Barão Samedi e Barão da Cruz. É semelhante ao Exu Caveira das religiões afro-brasileiras.